# Arabis hirsuta
Arabette hérissée
Espèce
Classification phylogénétique
L’Arabette hérissée ou Arabette hirsute (Arabis hirsuta) est une espèce de plantes herbacées appartenant à la famille des Brassicacées. C'est une plante bisannuelle ou vivace à petites fleurs blanches.

## Sous-espèces
- subsp. sagittata
- subsp. hirsuta

## Description
Hauteur de 10 à 80 cm. Feuilles basales pubescentes en rosette. Corolle large de 3 à 5 mm, comportant 4 pétales blancs. Inflorescence dense. Siliques allongées, dressées et serrées.

## Biologie
Hémicryptophyte. Floraison de fin avril à juin.

## Habitats
Pelouses sèches, rochers ou vieux murs, coupes forestières, accotements de chemins et déblais. Généralement sur sols calcaires.

## Distribution géographique
Europe, Asie occidentale, Afrique du Nord.

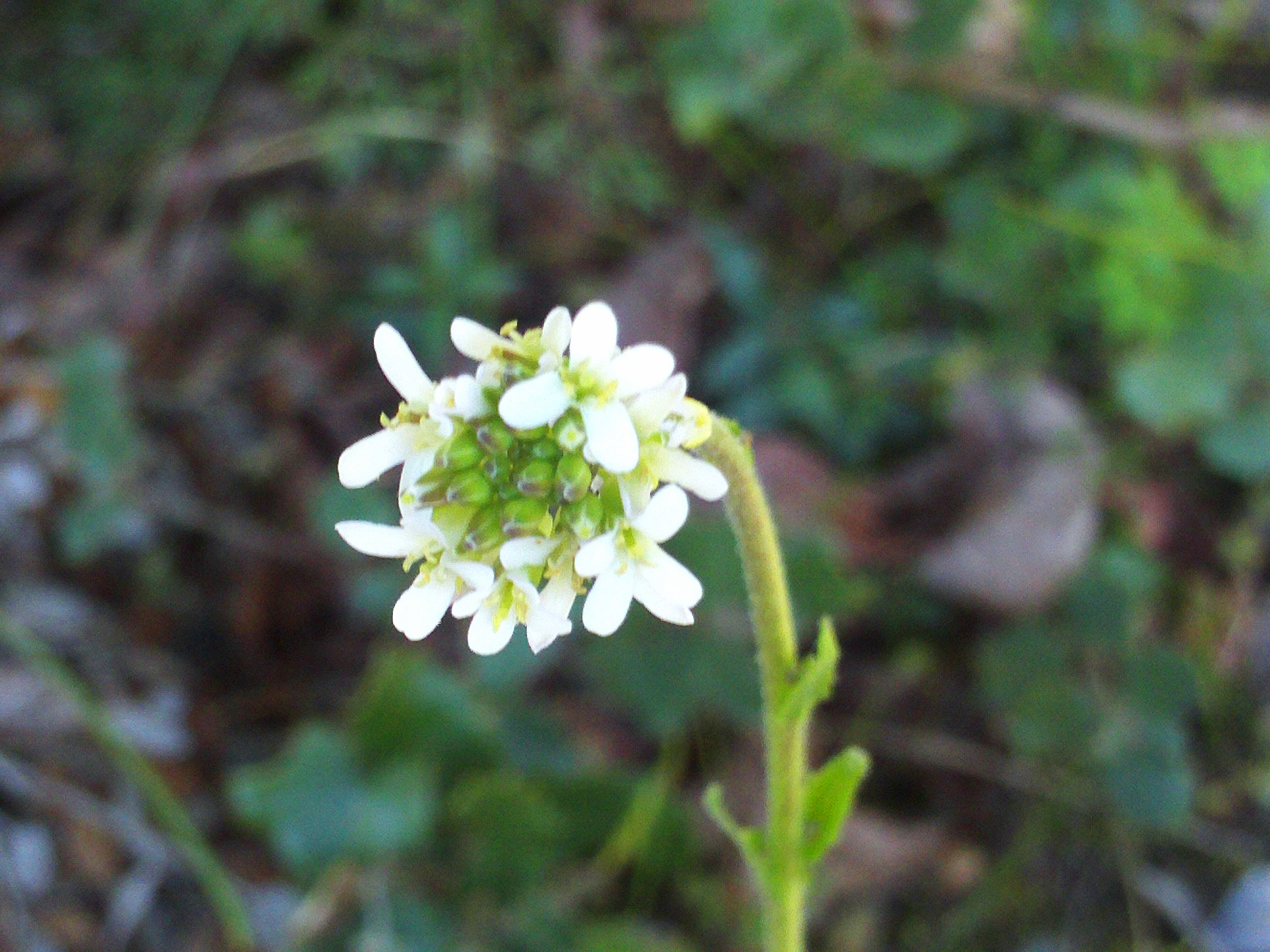
Inflorescence.